# NASCAR Grand National de 1969

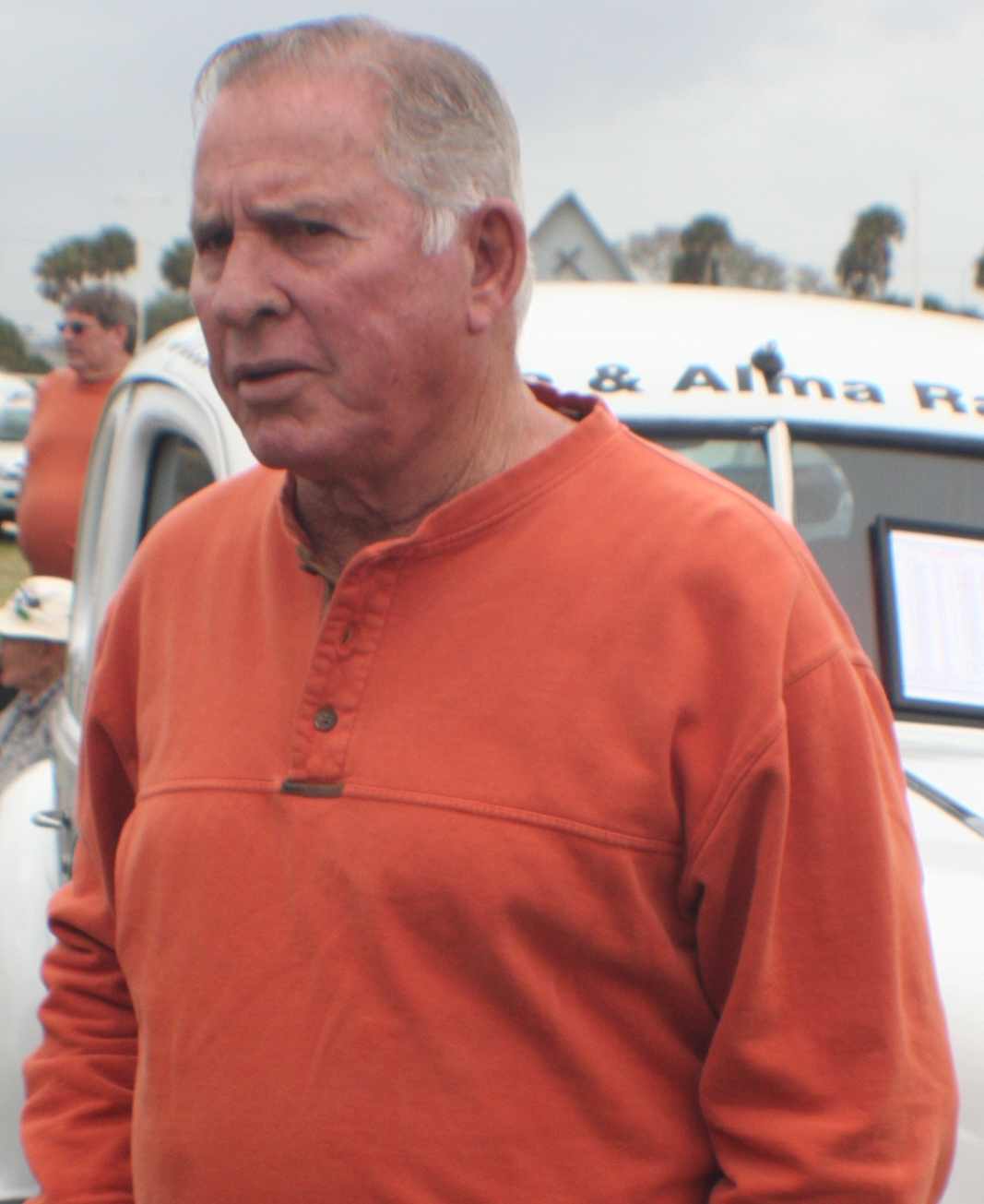
David Pearson em 2008

A Temporada da NASCAR Grand National de 1969 foi a 21º edição da Nascar, com 54 etapas disputadas o campeão foi David Pearson.

## Calendário
| N. | Data   | Corrida                    | Circuito                          | Campeão            | Segundo           | Terceiro        |
| 1  | 17-nov | Georgia 500                | Middle Georgia Raceway            | Richard Petty      | David Pearson     | James Hylton    |
| 2  | 8-dec  | Alabama 200                | Montgomery Speedway1              | Bobby Allison      | Richard Petty     | James Hylton    |
| 3  | 1-feb  | Motor Trend 500            | Riverside International Raceway   | Richard Petty      | A.J. Foyt         | David Pearson   |
| 4  | 20-feb | Daytona 500 Qualifier #1   | Daytona International Speedway    | David Pearson      | Cale Yarborough   | Donnie Allison  |
| 5  | 20-feb | Daytona 500 Qualifier #2   | Daytona International Speedway    | Bobby Isaac        | Charlie Glotzbach | Paul Goldsmith  |
| 6  | 23-feb | Daytona 500                | Daytona International Speedway    | LeeRoy Yarbrough   | Charlie Glotzbach | Donnie Allison  |
| 7  | 9-mrt  | Carolina 500               | Rockingham Speedway               | David Pearson      | Bobby Allison     | Cale Yarborough |
| 8  | 16-mrt | Cracker 200                | Augusta Speedway2                 | David Pearson      | Richard Petty     | Bobby Isaac     |
| 9  | 23-mrt | Southeastern 400           | Bristol Motor Speedway            | Bobby Allison      | LeeRoy Yarbrough  | David Pearson   |
| 10 | 30-mrt | Atlanta 500                | Atlanta Motor Speedway            | Cale Yarborough    | David Pearson     | Paul Goldsmith  |
| 11 | 3-apr  | Columbia 200               | Columbia Speedway                 | Bobby Isaac        | David Pearson     | Richard Petty   |
| 12 | 6-apr  | Hickory 250                | Hickory Motor Speedway            | Bobby Isaac        | Richard Petty     | David Pearson   |
| 13 | 8-apr  | Greenville 200             | Greenville-Pickens Speedway       | Bobby Isaac        | James Hylton      | David Pearson   |
| 14 | 13-apr | Richmond 500               | Richmond International Raceway    | David Pearson      | Richard Petty     | Elmo Langley    |
| 15 | 20-apr | Gwyn Staley 400            | North Wilkesboro Speedway         | Bobby Allison      | LeeRoy Yarbrough  | David Pearson   |
| 16 | 27-apr | Virginia 500               | Martinsville Speedway             | Richard Petty      | David Pearson     | Bobby Allison   |
| 17 | 4-mei  | Fireball 300               | Asheville-Weaverville Speedway    | Bobby Isaac        | James Hylton      | John Sears      |
| 18 | 10-mei | Rebel 400                  | Darlington Raceway                | LeeRoy Yarbrough   | Cale Yarborough   | Paul Goldsmith  |
| 19 | 16-mei | Beltsville 300             | Beltsville Speedway               | Bobby Isaac        | Neil Castles      | John Sears      |
| 20 | 17-mei | Tidewater 375              | Langley Field Speedway            | David Pearson      | James Hylton      | Dave Marcis     |
| 21 | 15-mei | World 600                  | Charlotte Motor Speedway          | LeeRoy Yarbrough   | Donnie Allison    | James Hylton    |
| 22 | 1-jun  | Macon 300                  | Middle Georgia Raceway            | Bobby Isaac        | David Pearson     | Richard Petty   |
| 23 | 5-jun  | Maryville 300              | Smoky Mountain Raceway            | Bobby Isaac        | David Pearson     | James Hylton    |
| 24 | 15-jun | Motor State 500            | Michigan International Speedway   | Cale Yarborough    | David Pearson     | Richard Petty   |
| 25 | 19-jun | Kingsport 250              | Kingsport Speedway                | Richard Petty      | John Sears        | David Pearson   |
| 26 | 21-jun | Pickens 200                | Greenville-Pickens Speedway       | Bobby Isaac        | David Pearson     | Richard Petty   |
| 27 | 26-jun | North State 200            | North Carolina State Fairgrounds3 | David Pearson      | Richard Petty     | James Hylton    |
| 28 | 4-jul  | Firecracker 400            | Daytona International Speedway    | LeeRoy Yarbrough   | Buddy Baker       | Donnie Allison  |
| 29 | 6-jul  | Mason-Dixon 300            | Dover International Speedway      | Richard Petty      | Sonny Hutchins    | James Hylton    |
| 30 | 10-jul | Thompson 200               | Thompson Speedway                 | David Pearson      | James Hylton      | John Sears      |
| 31 | 13-jul | Northern 300               | Trenton Speedway                  | David Pearson      | Bobby Allison     | Bobby Isaac     |
| 32 | 15-jul | Maryland 300               | Beltsville Speedway               | Richard Petty      | David Pearson     | James Hylton    |
| 33 | 20-jul | Volunteer 500              | Bristol Motor Speedway            | David Pearson      | Bobby Isaac       | Donnie Allison  |
| 34 | 26-jul | Nashville 400              | Music City Motorplex              | Richard Petty      | Bobby Isaac       | James Hylton    |
| 35 | 27-jul | Smokey Mountain 200        | Smoky Mountain Raceway            | Richard Petty      | David Pearson     | Neil Castles    |
| 36 | 10-aug | Dixie 500                  | Atlanta Motor Speedway            | LeeRoy Yarbrough   | David Pearson     | Richard Petty   |
| 37 | 17-aug | Yankee 600                 | Michigan International Speedway   | David Pearson      | Buddy Baker       | Richard Petty   |
| 38 | 21-aug | South Boston 100           | South Boston Speedway             | Bobby Isaac        | David Pearson     | Richard Petty   |
| 39 | 22-aug | Myers Brothers 250         | Bowman Gray Stadium               | Richard Petty      | Bobby Isaac       | David Pearson   |
| 40 | 24-aug | Western North Carolina 500 | Asheville-Weaverville Speedway    | Bobby Isaac        | David Pearson     | Dick Brooks     |
| 41 | 1-sep  | Southern 500               | Darlington Raceway                | LeeRoy Yarbrough   | David Pearson     | Buddy Baker     |
| 42 | 5-sep  | Buddy Shuman 250           | Hickory Motor Speedway            | Bobby Isaac        | Neil Castles      | Richard Petty   |
| 43 | 7-sep  | Capital City 250           | Richmond International Raceway    | Bobby Allison      | Sonny Hutchins    | Bobby Isaac     |
| 44 | 14-sep | Talladega 500              | Talladega Superspeedway           | Richard Brickhouse | Jim Vandiver      | Ramo Stott      |
| 45 | 18-sep | Sandlapper 200             | Columbia Speedway                 | Bobby Isaac        | Richard Petty     | James Hylton    |
| 46 | 28-sep | Old Dominion 500           | Martinsville Speedway             | Richard Petty      | David Pearson     | Buddy Baker     |
| 47 | 5-okt  | Wilkes 400                 | North Wilkesboro Speedway         | David Pearson      | Richard Petty     | Bobby Isaac     |
| 48 | 12-okt | National 500               | Charlotte Motor Speedway          | Donnie Allison     | Bobby Allison     | Buddy Baker     |
| 49 | 17-okt | Race 49                    | Savannah Speedway                 | Bobby Isaac        | Richard Petty     | David Pearson   |
| 50 | 19-okt | Race 50                    | Augusta Speedway2                 | Bobby Isaac        | Richard Petty     | David Pearson   |
| 51 | 26-okt | American 500               | Rockingham Speedway               | LeeRoy Yarbrough   | David Pearson     | Buddy Baker     |
| 52 | 2-nov  | Jeffco 200                 | Jeffco Speedway4                  | Bobby Isaac        | David Pearson     | Richard Petty   |
| 53 | 9-nov  | Georgia 500                | Middle Georgia Raceway            | Bobby Allison      | David Pearson     | Bobby Isaac     |
| 54 | 7-dec  | Texas 500                  | Texas World Speedway              | Bobby Isaac        | Donnie Allison    | Benny Parsons   |

- 1 Er werden tussen 1955 en 1969 in totaal zes races gehouden in Montgomery op de Montgomery Speedway.
- 2 Er werden tussen 1962 en 1969 twaalf races gehouden in Augusta op de Augusta Speedway.
- 3 Er werd in 1955, 1969 en 1970 een race gehouden op de North Carolina State Fairgrounds in Raleigh.
- 4 Er werd in 1968 en 1969 een race gehouden in Jefferson op de Jeffco Speedway.

## Classificação final - Top 10
| 1  | David Pearson | 4170 |
| 2  | Richard Petty | 3813 |
| 3  | James Hylton  | 3750 |
| 4  | Neil Castles  | 3530 |
| 5  | Elmo Langley  | 3383 |
| 6  | Bobby Isaac   | 3301 |
| 7  | John Sears    | 3166 |
| 8  | Jabe Thomas   | 3103 |
| 9  | Wendell Scott | 3015 |
| 10 | Cecil Gordon  | 3002 |